# Catorce de Noviembre
Catorce de Noviembre es un corregimiento del distrito de Río de Jesús en la provincia de Veraguas, República de Panamá. La localidad tiene 787 habitantes (2010).